# Told, Hajdú-Bihar
Told  este un sat în districtul Berettyóújfalu, județul Hajdú-Bihar, Ungaria, având o populație de 316 locuitori (2011). 

## Demografie
Componența etnică a satului Told
     Maghiari (79,44%)
     Romi (14,93%)
     Români (5,63%)
Componența confesională a satului Told
     Reformați (56,33%)
     Romano-catolici (12,03%)
     Fără religie (8,23%)
     Ortodocși (1,9%)
     Necunoscută (21,52%)
     Alte religii (5,38%)
Conform recensământului din 2011, satul Told avea 316 locuitori. Din punct de vedere etnic, majoritatea locuitorilor (79,44%) erau maghiari, existând și minorități de romi (14,93%) și români (5,63%).  Din punct de vedere confesional, majoritatea locuitorilor (56,33%) erau reformați, existând și minorități de romano-catolici (12,03%), persoane fără religie (8,23%) și ortodocși (1,9%). Pentru 21,52% din locuitori nu este cunoscută apartenența confesională.